# Лай Ши, последний евнух Китая
«Лай Ши, последний евнух Китая» (иер. трад. 中國最後一個太監, упр. 中国最后一个太监, кант.-рус.: Чун Куок чёй хау ят ко тхай кам, буквально: «Последний евнух Китая», англ. Lai Shi, China's Last Eunuch) — гонконгский драматический фильм, снятый Джейкобом Чёном (его режиссёрский дебют) по сценарию Эдди Фона, с участием Макса Мока и Айрин Вань в главных ролях. Изначально премьера картины состоялась в 1987 году на Тайване, а выпуск на больших экранах Гонконга стартовал в 1988 году.

## Сюжет
Во времена поздней династии Цин, когда в Китае царил хаос, сельский мальчишка Лау Лайхэй (Лю Лайси) завидует успеху своего земляка, ставшего евнухом, и просит своих родителей о кастрации. Вскоре династия Цин рушится, а юный Лайхэй не смог стать императорским евнухом и был отправлен в Пекин изучать оперное искусство. Впоследствии он встречает подругу детства Чиу Тай. Парень намеревается построить нормальную семейную жизнь, но его планы рушатся после того, как его личность евнуха была раскрыта. Хозяин оперной труппы сочувствует жизненному опыту своего ученика и пытается устроить его во дворец, чтобы он стал последним евнухом Китая. В 1924 году император Сюаньтун был изгнан из Запретного города, и Лайхэй также начал свою странствующую карьеру.

## В ролях
| Актёр       | Роль                           |
| ----------- | ------------------------------ |
| Макс Мок    | Лау Лайхэй (Лю Лайси)          |
| Айрин Вань  | Чиу Тай                        |
| Саммо Хун   | хозяин оперной труппы          |
| Энди Лау    | муж Чиу Тай, революционер      |
| У Ма        | евнух Тин                      |
| Лам Чинъин  | отец Лайхэя                    |
| Гуй Ялэй    | мать Лайхэя                    |
| Полин Вон   | сестра Хун                     |
| Манфред Вон | старший дворцовый евнух        |
| Питер Мак   |                                |
| Альфред Чён | глава района                   |
| Энтони Чань | сотрудник японского посольства |
| Джеймс Тянь | военачальник                   |

## Кассовые сборы
«Лай Ши, последний евнух Китая» собрал 15 624 171 гонконгский доллар в домашнем кинопрокате за 28 дней показов в период с 4 по 31 марта 1988 года. На Тайване, по завершении проката на 104 экранах территории острова, длившегося с 24 октября по 11 ноября 1987 года, общая сумма сборов составила 15 851 400 тайваньских долларов при общей зрительской аудитории в 201 433 человека.

## Номинации
| Кинопремия                                 | Категория                           | Лауреат / претендент | Результат | Источник |
| ------------------------------------------ | ----------------------------------- | -------------------- | --------- | -------- |
| 24-й кинофестиваль «Золотая лошадь» (1987) | «Лучшая мужская роль»               | Макс Мок             | Номинация | [ 4 ]    |
| 8-я Гонконгская кинопремия (1989)          | «Лучшая режиссура»                  | Джейкоб Чён          | Номинация | [ 5 ]    |
| 8-я Гонконгская кинопремия (1989)          | «Лучший сценарий»                   | Эдди Фон             | Номинация | [ 5 ]    |
| 8-я Гонконгская кинопремия (1989)          | «Лучшая мужская роль»               | Макс Мок             | Номинация | [ 5 ]    |
| 8-я Гонконгская кинопремия (1989)          | «Лучшая мужская роль второго плана» | У Ма                 | Номинация | [ 5 ]    |